# Clowes Bay
Die Clowes Bay ist eine 1,5 km breite Bucht im Süden von Signy Island im Archipel der Südlichen Orkneyinseln. Sie liegt zwischen Confusion Island und den Oliphant-Inseln.
Teilnehmer der britischen Discovery Investigations nahmen 1933 eine Kartierung vor. Sie benannten die Bucht nach dem britischen Ozeanographen Archibald John Clowes (1900–1960), der von 1924 bis 1946 dem Ausschuss zu den Discovery Investigations angehörte.